# Juli 2010
Dit artikel geeft een chronologisch overzicht van belangrijke gebeurtenissen per dag in de maand juli van het jaar 2010.

## Gebeurtenissen

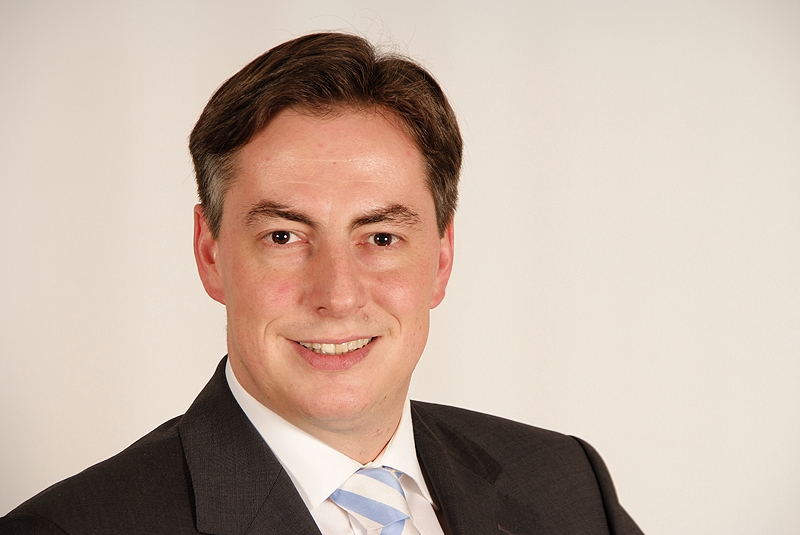
David McAllister

### 1 juli
- België neemt het voorzitterschap van de Raad van de Europese Unie over van Spanje.
- In Duitsland volgt David McAllister Christian Wulff, die bondspresident wordt, op als minister-president van de deelstaat Nedersaksen. McAllister is de jongste deelstaatpremier in de Duitse geschiedenis en de eerste met een dubbele nationaliteit (Duits en Schots).
- De Tweede Kamer wil dat het Nederlandse kabinet het spaarloon vrijgeeft. Een meerderheid van VVD, PvdA, PVV en CDA vindt dat zodoende de economie kan worden gestimuleerd, zonder investeringen van de overheid.
- FNV-leden stemmen in een referendum met ruime meerderheid in met het verhogen van de AOW-leeftijd. Tachtig procent zegt 'ja' tegen het pensioenakkoord van de sociale partners.
- Over het bouwproject Blauwestad van de provincie Groningen is onvoldoende nagedacht en de risico's zijn onderschat, concludeert de Noordelijke Rekenkamer in een rapport.

### 2 juli
- In de Oost-Congolese provincie Zuid-Kivu vallen zeker 271 doden en meer dan honderd gewonden bij de ontploffing van een tankwagen.
- Met 35,5 graden Celsius is Eindhoven de warmste plek van Nederland, aldus het KNMI. Hiermee is het hitterecord nog niet verbroken, want op 23 augustus 1944 was het maar liefst 38,6 graden in het Gelderse Warnsveld.
- Drie van de elf mensen die in de Verenigde Staten zouden hebben gespioneerd voor Rusland, erkennen dat ze de Russische nationaliteit hebben en onder schuilnamen voor inlichtingendienst SVR werkten.
- Zwemleraar Benno L. uit Den Bosch wordt veroordeeld tot een gevangenisstraf van zeven jaar vanwege ontucht met tientallen meisjes en drie gevallen van aanranding.
- Een Australische priester moet bijna twintig jaar de cel in voor kindermisbruik. Hij heeft bekend dat hij tussen 1968 en 1986 in totaal 25 kinderen heeft misbruikt op scholen in de deelstaat New South Wales.

### 3 juli

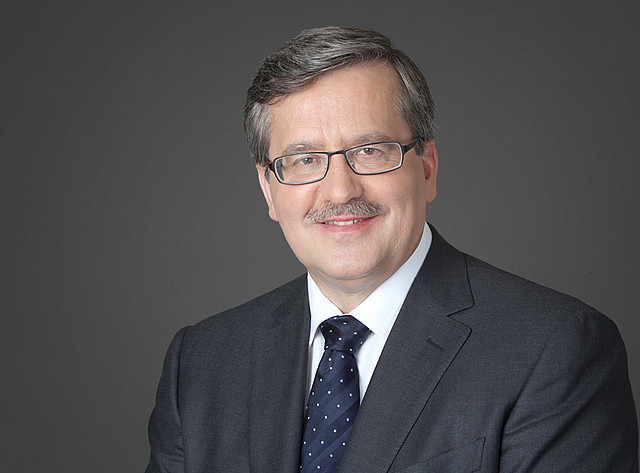
Bronisław Komorowski

- De 97e Ronde van Frankrijk gaat van start in Rotterdam.
- De Kirgizische interim-president Roza Otoenbajeva wordt geïnaugureerd als president.
- De liberaal Bronisław Komorowski wint de tweede ronde van de Poolse presidentsverkiezingen en is daarmee de nieuwe president van Polen.
- Niet alleen Amsterdam, maar ook andere steden en gemeenten moeten binnenkort grote bouwprojecten schrappen bij gebrek aan geld, aldus de NEPROM, de vereniging van projectontwikkelaars.
- In Uruzgan raken drie Nederlandse militairen gewond. Ze rijden ten zuiden van Deh Rawod in twee legervoertuigen toen een bermbom afging.
- In Buenos AIres begint het nieuwe proces tegen oud-dictator Jorge Videla. De rechtszaak is een gevolg van het feit dat het Hooggerechtshof van Argentinië de presidentiële gratie van Videla uit de jaren negentig ongedaan heeft gemaakt.

### 4 juli
- De Amerikaanse generaal David Petraeus neemt het bevel over de internationale NAVO-troepenmacht ISAF in de oorlog in Afghanistan over van zijn ontslagen voorganger Stanley McChrystal.
- De resultaten van het onderzoek naar de fouten in het internationale klimaatonderzoek van het IPCC worden gepresenteerd. De fouten leidden eind 2009 en begin 2010 tot veel discussie wereldwijd.
- De Ecuadoriaanse politie en Amerikaanse drugsbestrijders vinden in de Zuid-Amerikaanse jungle een onderzeeër, die was bedoeld om drugs naar de Verenigde Staten te smokkelen.
- De VS doneren 15 miljoen dollar aan een fonds waarmee het voormalige vernietigingskamp Auschwitz zal worden opgeknapt.

### 5 juli
- Koningin Beatrix benoemt Uri Rosenthal (VVD) en Jacques Wallage (PvdA) tot informateur. Onder hun leiding zullen de onderhandelingen beginnen over een Nederlands Paars-pluskabinet, met VVD, PvdA, D66 en GroenLinks.
- Turkije waarschuwt dat het alle diplomatieke betrekkingen met Israël verbreekt, als dat land geen excuses aanbiedt voor de aanval op een hulpkonvooi voor Gaza.
- De IJslandse autoriteiten graven het lichaam van de Amerikaanse schaaklegende Bobby Fischer op om erachter te komen of hij de vader is van een negenjarig Filipijns meisje.
- De internationale politieorganisatie Interpol plaatst 26 most wanted personen op internet in de hoop dat het publiek meehelpt bij de opsporing.

### 6 juli
- Kardinaal Godfried Danneels wordt urenlang gehoord door justitie over de beschuldigingen van kindermisbruik tegen Belgische priesters.
- In een groot deel van Thailand wordt de noodtoestand verlengd. In negentien provincies, waaronder de stadsprovincie Bangkok, blijft deze van kracht.
- Koningin Elizabeth spreekt in New York de Algemene Vergadering van de VN toe. Ze spreekt over wereldvrede en roept landen op harder dan ooit samen te werken om problemen als terrorisme en klimaatverandering aan te pakken.
- In de Egyptische hoofdstad Caïro schiet een buschauffeur zes van zijn passagiers dood. Een aantal anderen raakt gewond.
- De Nederlandse Eerste Kamer neemt de voetbalwet aan.
- Ryanair mag Aer Lingus niet overnemen.

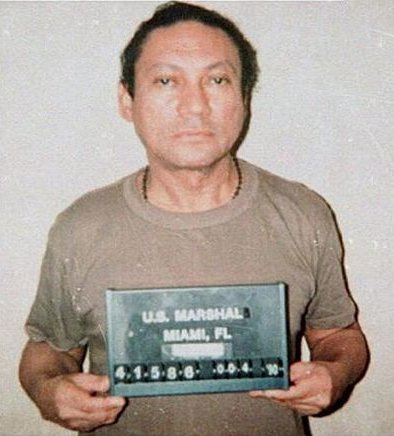
Manuel Noriega in 1990

### 7 juli
- Een Franse rechtbank veroordeelt de Panamese oud-dictator Manuel Noriega tot zeven jaar cel wegens het witwassen van geld dat afkomstig is van drugssmokkel.
- Het Europees Parlement neemt een wet aan die de bonuscultuur in de bankenwereld aan banden moet leggen. Ook wordt de import van illegaal gekapt tropisch hout per 2010 verboden.
- Vier Nederlandse banken worden onderworpen aan een zogeheten stresstest. Ook 87 andere Europese banken zullen worden getoetst, zoals in Europees verband is afgesproken.
- Nederland geeft drie kunstwerken terug aan de nabestaanden van de joodse eigenaren. Onder het naziregime in de Tweede Wereldoorlog raakten zij de twee schilderijen en een Perzisch tapijt kwijt.
- Een voormalige actievoerder van Sea Shepherd wordt in Japan tot twee jaar voorwaardelijke celstraf veroordeeld, met een proeftijd van vijf jaar. De Nieuw-Zeelander Peter Bethune was de kapitein van de hightech boot Ady Gil.

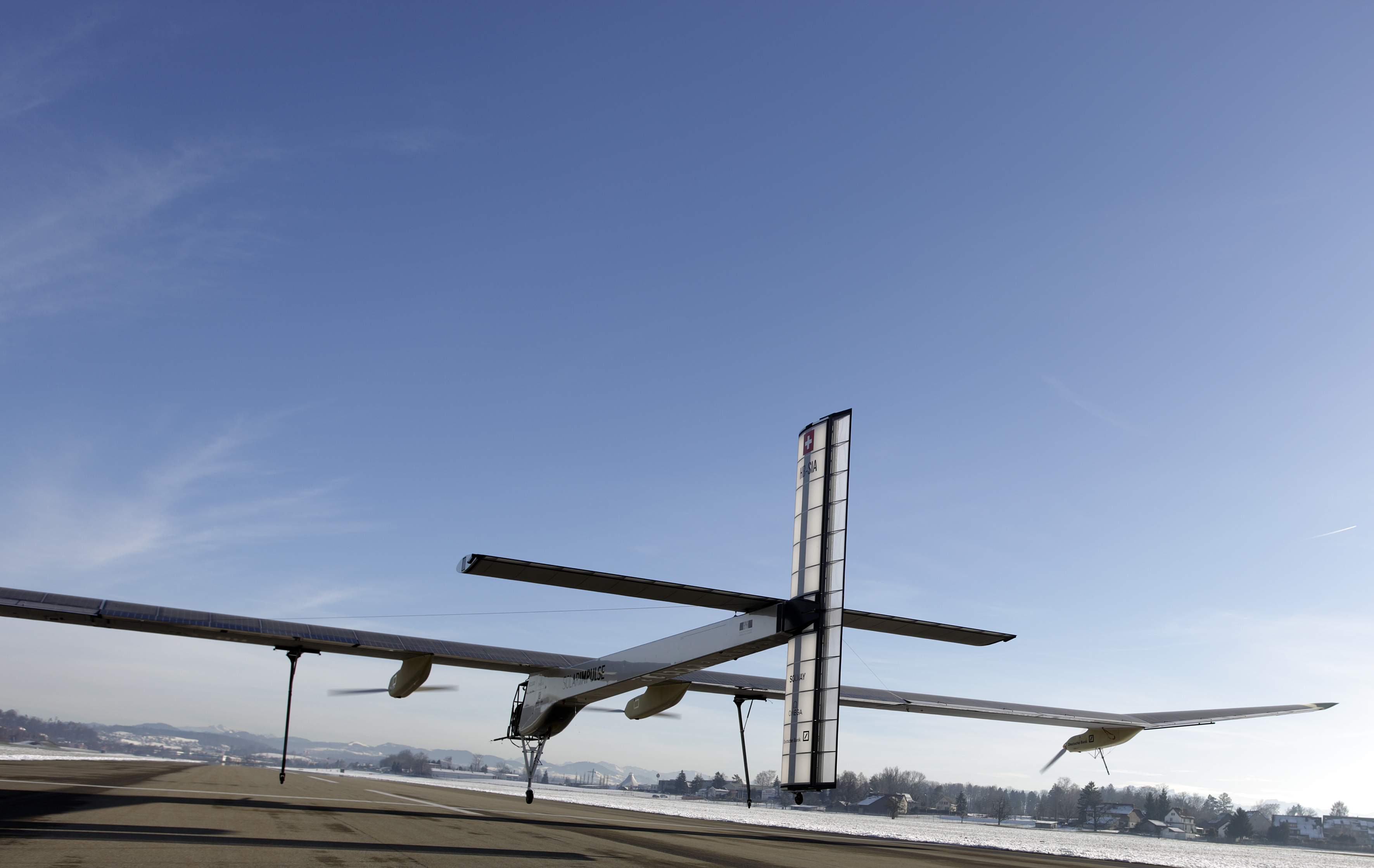
Solar Impulse

### 8 juli
- Het prototype van het vliegtuig van het Solar Impulse-project voltooit de eerste ononderbroken vlucht van meer dan 24 uur op zonne-energie.
- Bij de van oorsprong Nederlandse farmaceutische multinational Organon moet bijna de helft van de 4.500 banen geschrapt worden, zo maakt eigenaar MSD bekend.
- Het Europees Parlement keurt het controversiële SWIFT-akkoord over de overdracht van bankgegevens aan de Verenigde Staten goed.
- Koning Albert vraagt de Waalse socialist Elio Di Rupo om de formatie van een nieuwe Belgische regering voor te bereiden.
- Bij de geneesmiddelenproducent Organon in Oss verdwijnt bijna de helft van het aantal banen. Voor eind 2011 worden bijna 2.175 van de 4.500 arbeidsplaatsen geschrapt.

### 9 juli
- Een dubbele zelfmoordaanslag in het noorden van Pakistan kost aan meer dan 100 mensen het leven.
- In de Oostenrijkse hoofdstad Wenen wisselen de Verenigde Staten en Rusland in totaal veertien spionnen uit in de grootste spionnenruil sinds de Koude Oorlog.
- Het internetbedrijf Google krijgt van de China een nieuwe licentie na een aanpassing van de website door het bedrijf, voorafgegaan door een maandenlange ruzie over de Chinese internetcensuur.
- Turkmenistan wil de persvrijheid vergroten. De president van de vroegere Sovjet-republiek, Gurbanguly Berdimuhamedow, wil kranten en tijdschriften toestaan die niet door de staat worden beheerst.
- Íngrid Betancourt eist 6,5 miljoen dollar van de Colombiaanse regering. De Frans-Colombiaanse politica eist de schadevergoeding voor de zes jaar, waarin ze door FARC-rebellen is vastgehouden in de Colombiaanse jungle.

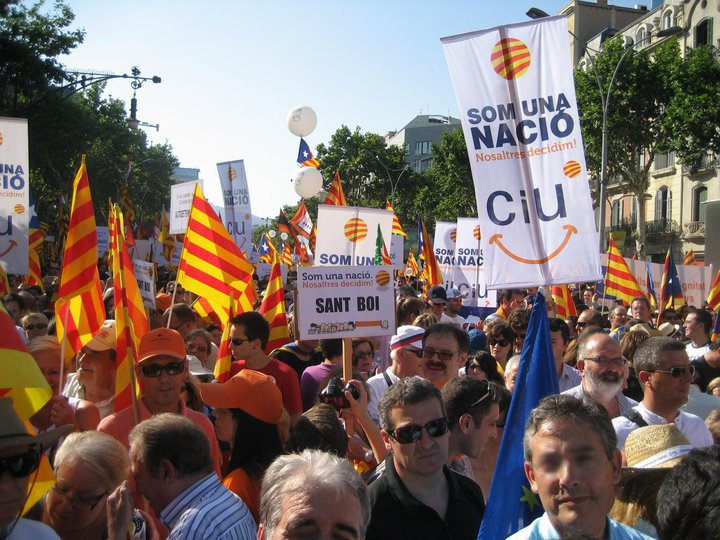
10 juli: demonstratie in Barcelona

### 10 juli
- In de Spaanse stad Barcelona betogen meer dan een miljoen mensen voor meer autonomie voor de regio Catalonië.
- Napolitaanse maffiajagers nemen bij een omvangrijke politieactie het kratermeer Averno in beslag. Dat was in het bezit van een stroman van de maffiaclan Casalesi, melden Italiaanse media.
- In het noorden van Engeland eindigt de klopjacht op een Britse schutter, die na zijn vrijlating uit de gevangenis één persoon doodschoot en er twee neerschoot, in de zelfmoord van de voortvluchtige.
- Oliemaatschappij BP begint een nieuwe operatie met onderwaterrobots om het olielek in de Golf van Mexico te dichten.
- De gemeente Eindhoven blijkt pedoseksueel Sytze van der V. te willen helpen door hem in het geheim in een andere gemeente onder te brengen.

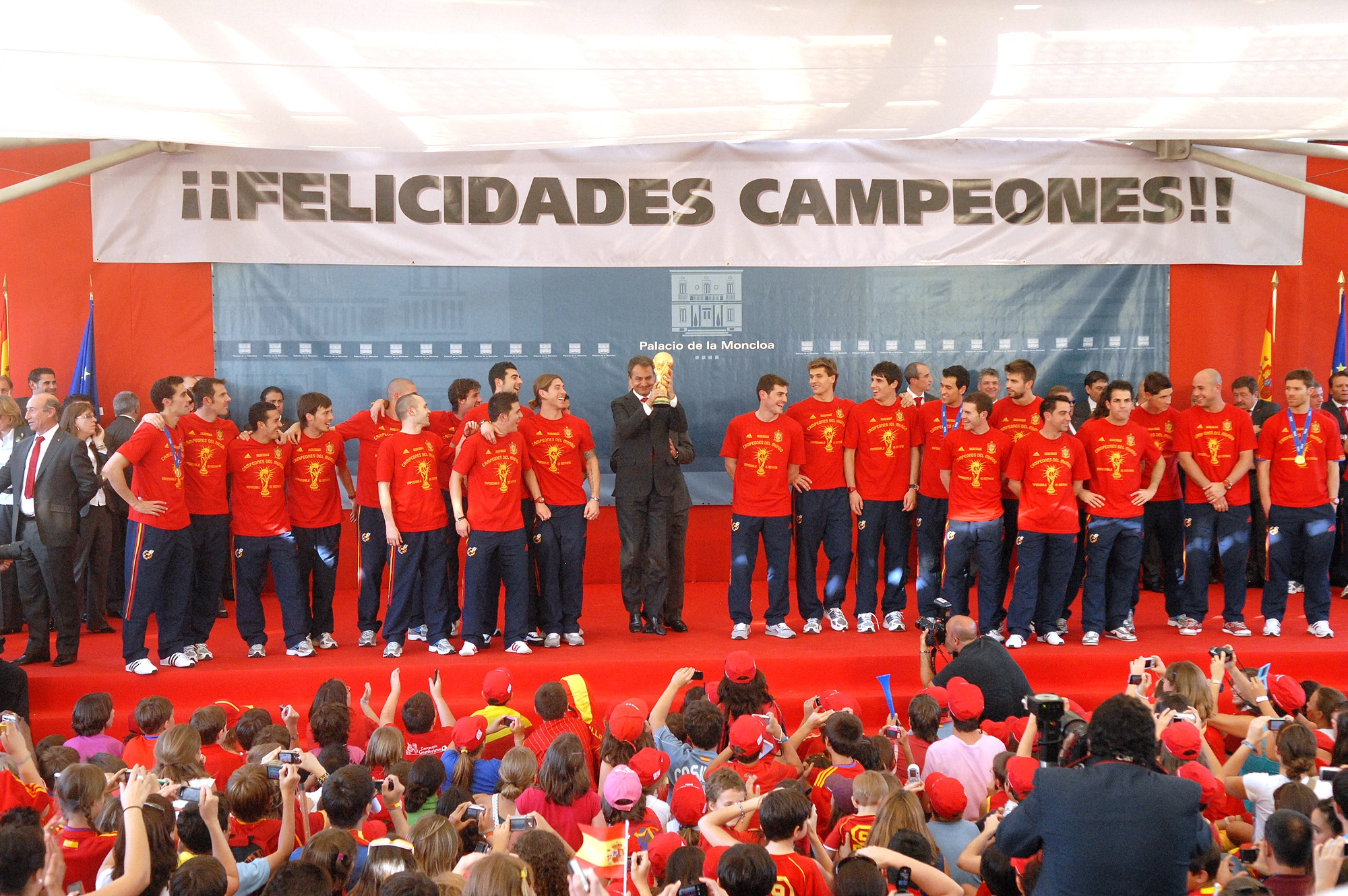
het Spaanse voetbalelftal wordt gevierd na zijn overwinning

### 11 juli
- In Japan raakt de regerende Democratische Partij van de recent aangetreden premier Naoto Kan haar meerderheid in het Hogerhuis kwijt. Kan maakt bekend desondanks in functie te blijven.
- Het Spaanse voetbalelftal wint de finale van het wereldkampioenschap voetbal van Nederland met 1-0 na verlenging en behaalt zo de eerste wereldtitel in zijn geschiedenis.
- Kijkers in de open lucht te Kampala naar de voetbalfinale worden getroffen door een bomaanslag door de Somalische organisatie Al-Shabab. Er vallen 76 doden.
- Oud-burgemeester Gerd Leers van Maastricht gaat onderzoek doen naar mogelijk gesjoemel met diploma's bij Hogeschool Inholland, die vestigingen heeft in Noord- en Zuid-Holland.
- Noodweer kost zeker vijftig mensen het leven in Zuid-China. Ongeveer vijftien mensen worden nog vermist.

### 12 juli
- Het Internationaal Strafhof in Den Haag klaagt de Soedanese president Omar al-Bashir aan voor drie vormen van genocide.
- Zwitserland weigert de Pools-Franse acteur en filmregisseur Roman Polański uit te leveren aan de Verenigde Staten en heft het huisarrest van de filmmaker op.
- Drie Britse moslims worden in Londen veroordeeld tot levenslang wegens het voorbereiden van terreuraanslagen op vliegtuigen naar de Verenigde Staten en Canada.
- Air France-KLM treft een schikking van bijna zeventig miljoen euro in verband met een kartelzaak in de Verenigde Staten.
- Noodweer veroorzaakt in Zuid-Limburg veel overlast. Bij politie en brandweer kwamen honderden meldingen binnen over omgewaaide bomen en ondergelopen kelders.
- Op het terrein van de Zwarte Cross in Lichtenvoorde storten door het noodweer enkele grote festivaltenten in. Daarbij raken vier mensen gewond.

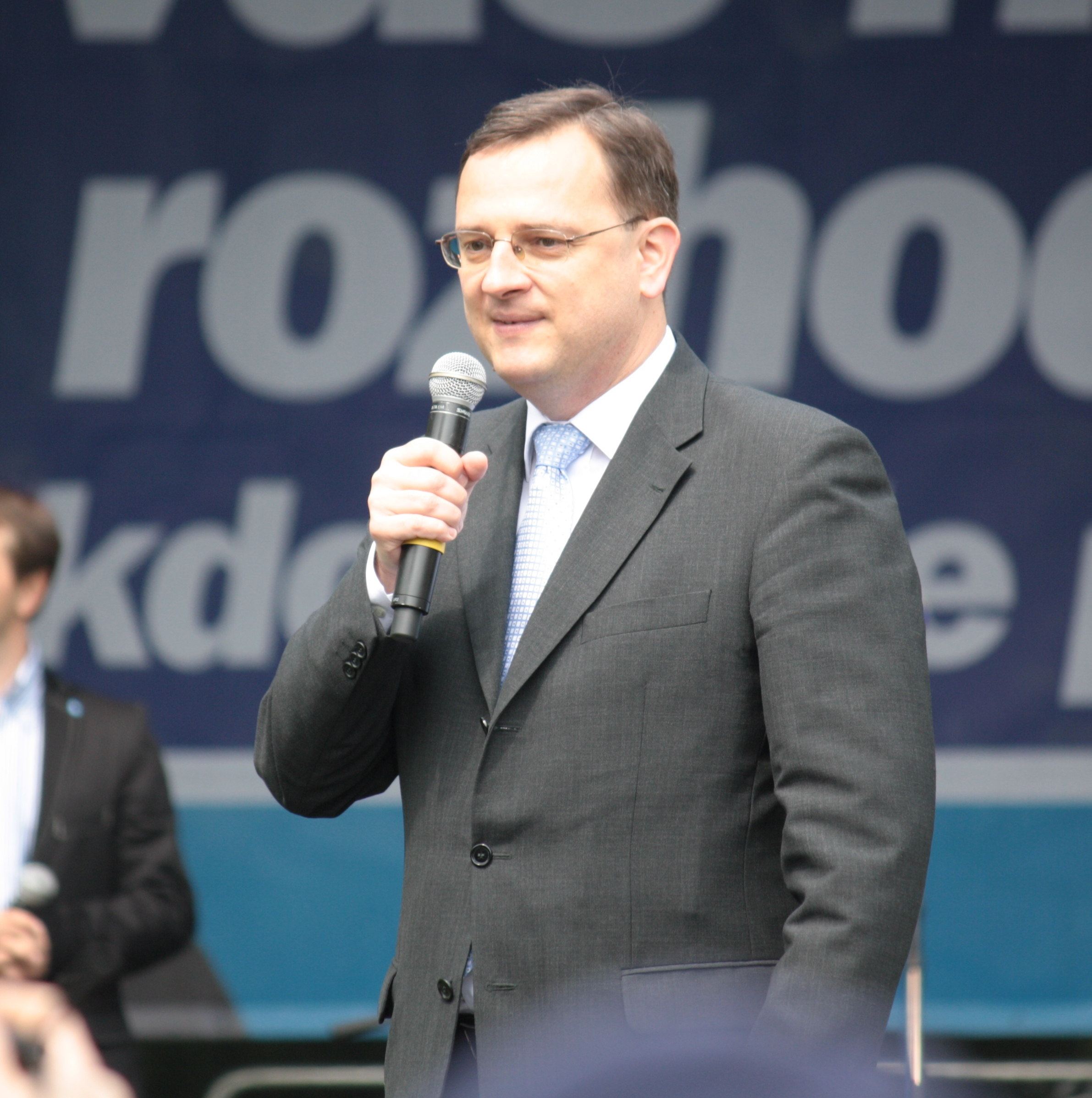
Petr Nečas

### 13 juli
- Koningin Beatrix ontvangt het Nederlands voetbalelftal op Paleis Noordeinde in verband met de behaalde tweede plaats op het WK voetbal.
- In Tsjechië wordt een centrumrechtse regering beëdigd met als nieuwe premier Petr Nečas.
- In Zuid-Italië worden bij een grote politie-operatie zo'n driehonderd mensen opgepakt die banden zouden hebben met 'Ndrangheta.
- In Midden-Nederland sterven duizenden vissen wegens zuurstofgebrek door de aanhoudende warmte. Met name in Veenendaal, Wageningen, Ede, Amersfoort, Nijkerk en Soest is sprake van massale vissterfte.
- Enkele tientallen aanhangers van president Robert Mugabe staken hun bezetting van het bedrijf van een Duitse boer in Zimbabwe. Deze was sinds begin juni door hen ingenomen om het grond voor de Zimbabwaanse bevolking op te eisen. Ook hielden ze er twee gijzelaars. Nadat de Duitse regering had gedreigd miljoenen aan ontwikkelingsgeld in te houden, zwichtten de Zimbabwanen voor deze internationale druk.[1]
- In een Hoofddorpse tuin wordt de Oost-Aziatische boktor aangetroffen; een dier dat schadelijk is voor loofbomen en struiken.

### 14 juli
- Op een camping in Vethuizen onder Doetinchem komt een vrouw om het leven door het noodweer. Acht mensen raken gewond, van wie enkele ernstig. Twintig caravans worden door een windhoos opgetild en komen in een meer terecht.
- De kartelwaakhond Nederlandse Mededingingsautoriteit (NMa) legt voor meer dan twintig miljoen euro boetes op aan uitgeverij Wegener, omdat het bedrijf volgens NMa een voorschrift niet heeft nageleefd.
- De Koninklijke Bibliotheek in Den Haag spreekt met Google af dat ruim 160.000 boeken uit de collectie worden gedigitaliseerd. Op die boeken zit geen auteursrecht meer, waardoor ze voor iedereen toegankelijk moeten zijn.

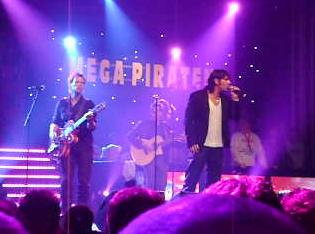
3JS

### 15 juli
- Een sportteam bestaande uit indianen mag Groot-Brittannië niet in. De Iroquoi-indianen hebben geen Amerikaanse paspoorten, maar eigen documenten. Die worden door de Britse autoriteiten niet erkend.
- Argentinië staat als eerste land in Latijns-Amerika het homohuwelijk toe.
- De TROS presenteert de 3JS als de Nederlandse deelname aan het Eurovisiesongfestival 2011 in Duitsland.
- BP maakt bekend dat het tijdelijk het olielek van het boorplatform Deepwater Horizon in de Golf van Mexico gedicht heeft.
- Bij werkzaamheden in New York worden op Ground Zero de resten van een 18e-eeuws schip ontdekt.
- De Franse politie houdt vier mensen aan uit de vriendenkring van Liliane Bettencourt, de miljardaire die verdacht wordt van belastingontduiking en het witwassen van geld.

### 16 juli
- De Organisatie voor Veiligheid en Samenwerking in Europa stuurt 52 politiemensen naar het zuiden van Kirgizië. Na de felle gevechten tussen Oezbeken en Kirgiezen vorige maand wil Europa het fragiele vredesbestand kracht bij zetten.
- De Yorkshire Ripper komt nooit meer vrij uit de gevangenis. De Britse Hoge Raad wijst een verzoek van de seriemoordenaar, Peter Sutcliffe, van de hand.
- Zimbabwe mag vanaf september onder voorwaarden weer diamanten uitvoeren. Dat is bepaald door het Kimberley Process, een instituut dat door de Verenigde Naties is opgericht.
- In Duitsland treedt een hoge geestelijke van de Evangelisch-Lutherse kerk af, omdat haar geloofwaardigheid in twijfel wordt getrokken.
- In de Noord-Iraakse stad Sulaimania komen zeker 29 mensen om na een hotelbrand. Nog eens 22 mensen raken gewond.

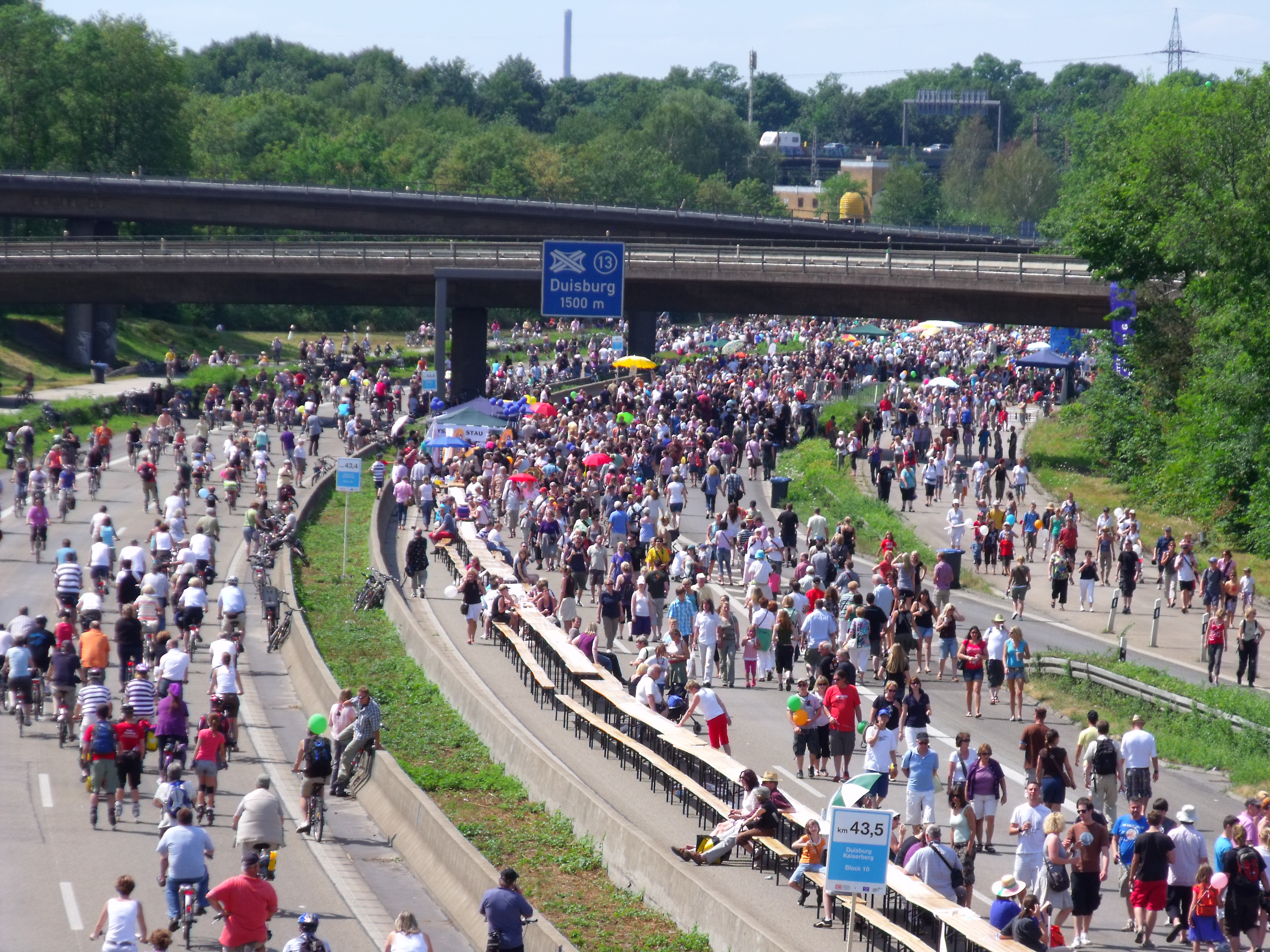
De Duitse A40, voor één dag autovrij

### 18 juli
- In de Iraakse hoofdstad Bagdad vallen meer dan 43 doden bij een aanslag.
- In de Oostenrijkse hoofdstad Wenen gaat de 18e Internationale Aidsconferentie van start.
- In het Duitse Ruhrgebied, dat in 2010 culturele hoofdstad van Europa is, wordt de autosnelweg A40 voor een dag autovrij gemaakt en omgebouwd tot onder andere picknick- en ontmoetingsplaats.

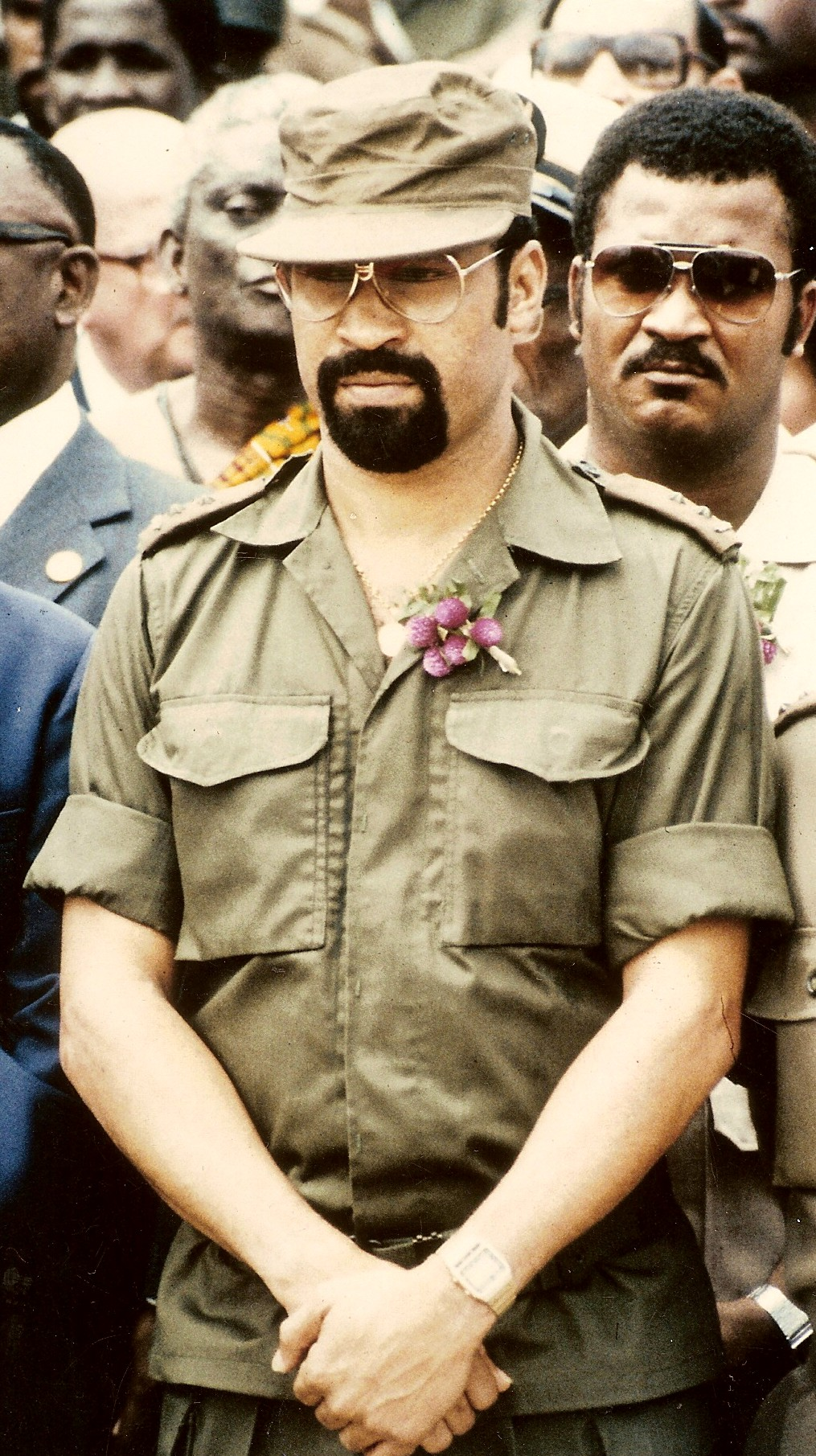
Desi Bouterse in 1985

### 19 juli
- In de Nationale Assemblée van Suriname wordt Desi Bouterse met 36 van de 50 stemmen tot president verkozen.
- Meer dan 60 mensen komen om het leven bij een spoorwegongeval in de Indiase deelstaat West-Bengalen in het noordoosten van het land.

### 20 juli
- De 94ste editie van de Nijmeegse Vierdaagse gaat van start.

### 21 juli
- Een half jaar na de zware aardbeving in Haïti schrapt het Internationaal Monetair Fonds (IMF) alle schulden van het land.
- Slovenië wordt lid van de OESO.
- De Prijs voor de Democratie wordt toegekend aan stRaten-generaal, Ademloos en Staten-Generaal van Brussel Internationaal

### 22 juli
- Het Internationaal Gerechtshof in Den Haag verklaart dat de onafhankelijkheidsverklaring van Kosovo niet in strijd is met het internationaal recht.
- De Venezolaanse president Hugo Chávez verbreekt alle diplomatieke banden met buurland Colombia, nadat dat land Venezuela ervan beschuldigde onderdak te bieden aan honderden linkse rebellen.

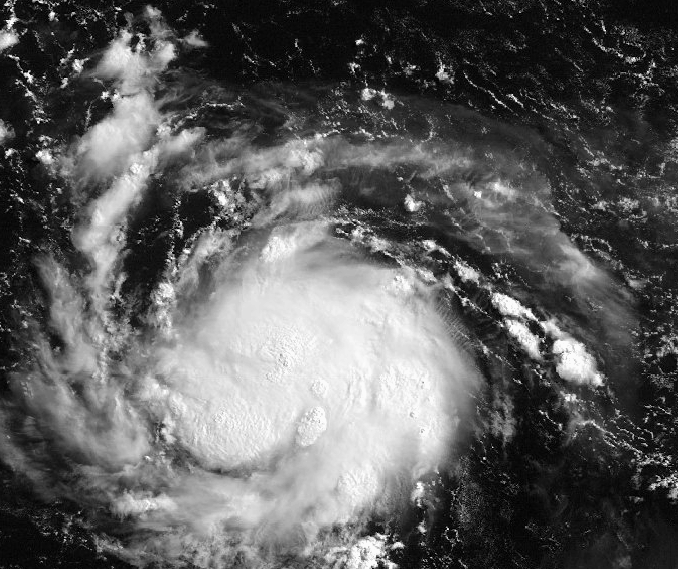
Typhoon Conson

### 23 juli
- Bij een stresstest van Europese banken worden 84 van de 91 geteste banken solide genoeg bevonden om een economische crisis te doorstaan.
- Het dodental van de sinds 13 juli op de Filipijnen actieve tyfoon Conson loopt op tot boven de 100.
- De Brit Jon Venables, die als 10-jarige samen met een vriend verantwoordelijk was voor de moord op James Bulger, wordt veroordeeld wegens bezit en verspreiding van kinderporno.

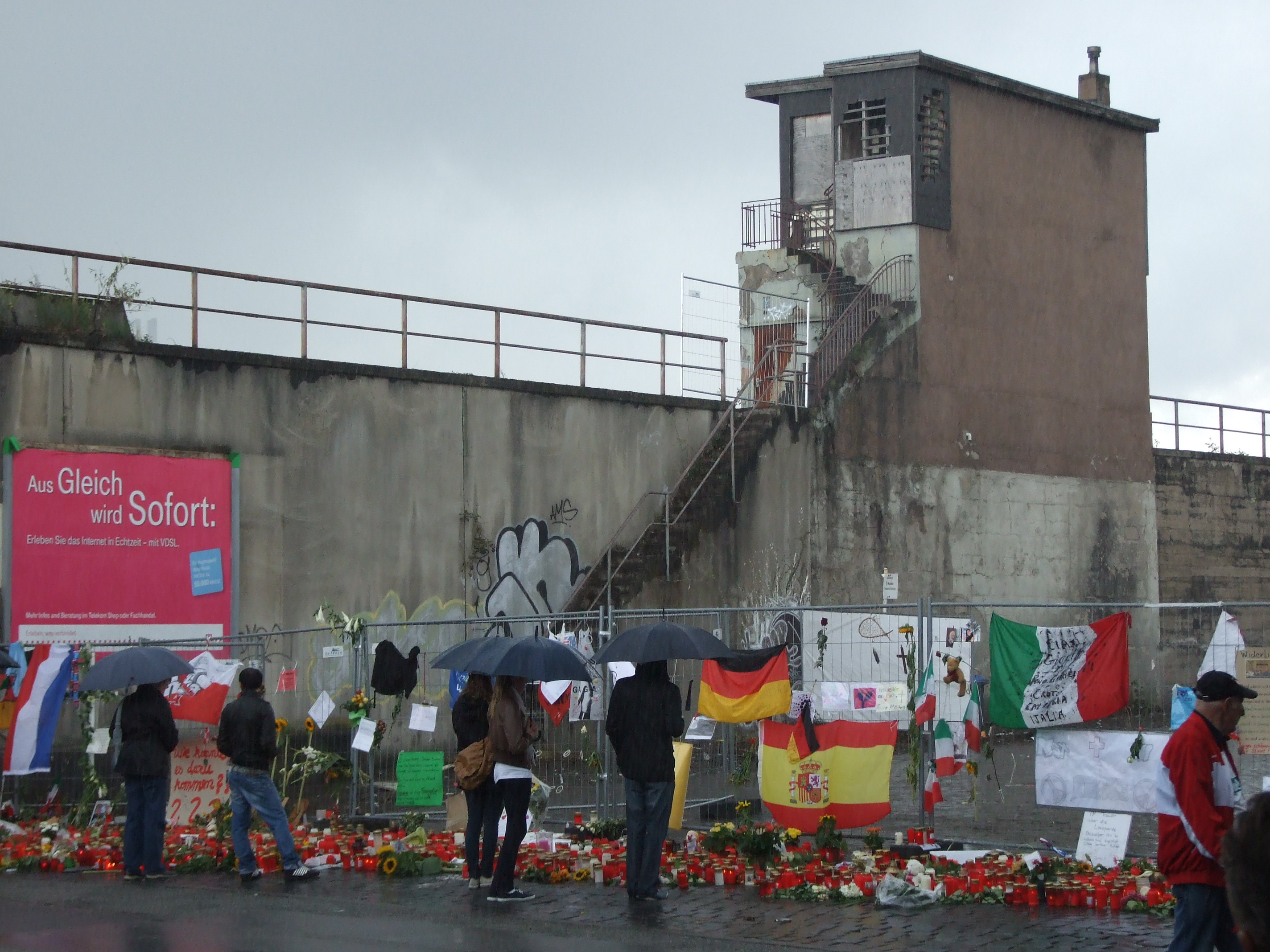
De plek waar het drama bij de Love Parade heeft plaatsgevonden.

### 24 juli
- Tijdens de Love Parade in Duisburg vallen 21 doden en meer dan 500 gewonden door verdrukking van bezoekers bij de ingang van het festivalterrein.
- The New York Times meldt dat de Amerikaanse staat New York is van plan zo'n 170.000 ganzen af te maken, bijna een derde van de totale populatie.
- Noord-Korea dreigt met gebruik van kernwapens als de Verenigde Staten en Zuid-Korea hun geplande militaire oefening zouden gaan uitvoeren.
- Een Duitse toerist verdrinkt voor de kust van Bergen aan Zee.[2]

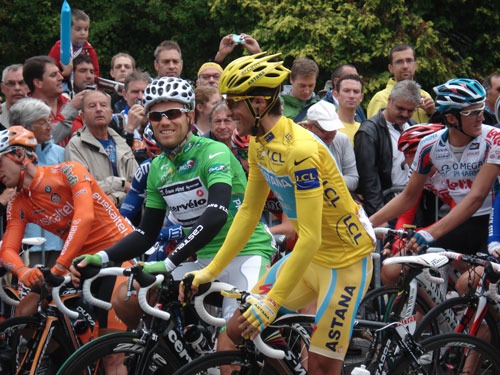
Contador draagt de gele trui

### 25 juli
- Klokkenluiderswebsite WikiLeaks publiceert meer dan 90.000 gelekte geheime rapporten over de oorlog in Afghanistan. Hieruit zou onder meer blijken dat er meer burgerslachtoffers vallen door geallieerde acties en dat de Taliban een betere militaire positie heeft dan officieel gemeld.
- De Spanjaard Alberto Contador wint de 97e Ronde van Frankrijk. Andy Schleck en Denis Mensjov worden respectievelijk tweede en derde.
- Een Italiaanse onderhoudstrein dendert door een stootblok op het station van Stavoren in de Nederlandse provincie Friesland en doorboort een watersportwinkel. De ravage is enorm, maar slechts twee medewerkers van de trein raken lichtgewond.

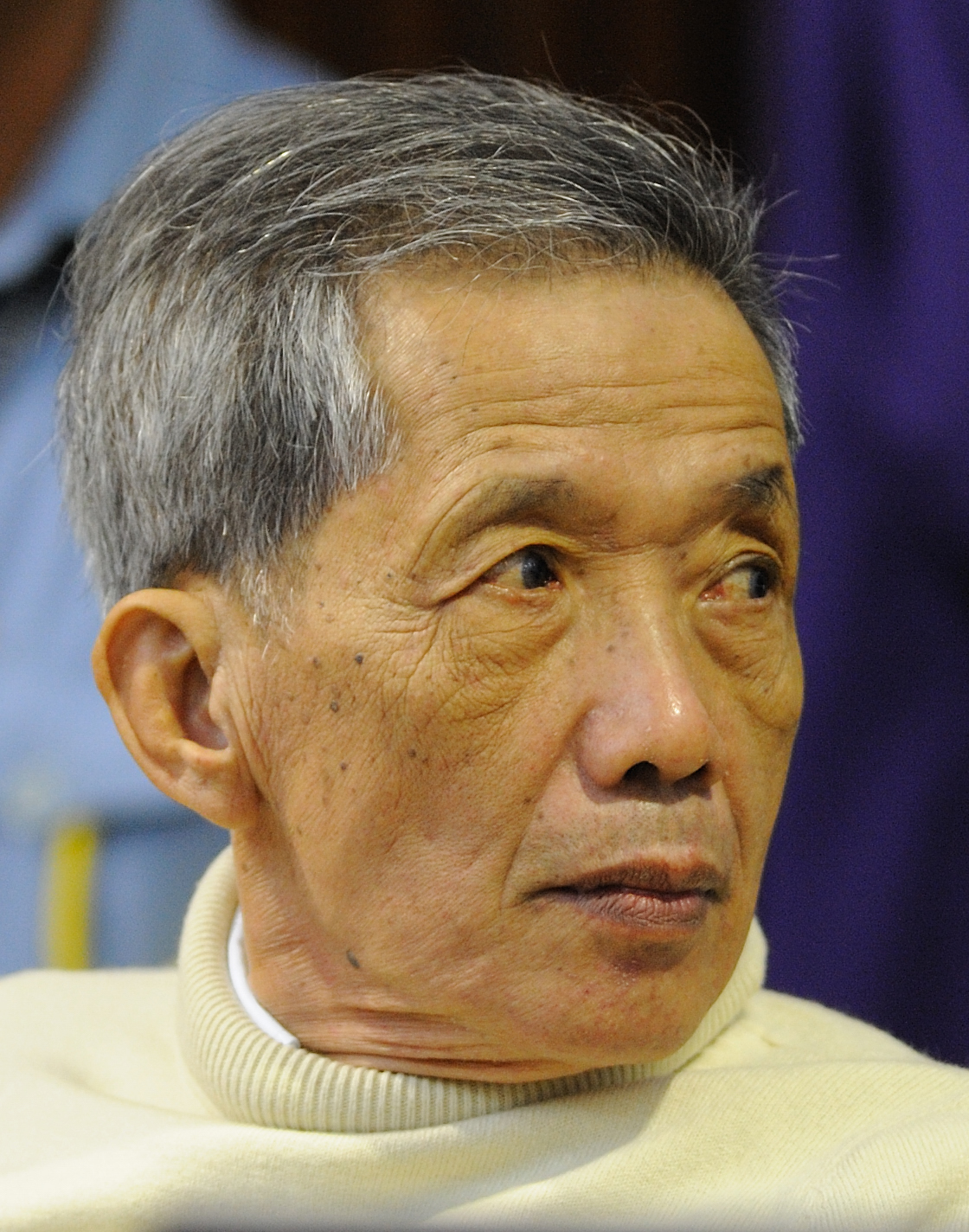
Kaing Guek Eav

### 26 juli
- Het Cambodjatribunaal veroordeelt Kaing Guek Eav (bijgenaamd 'Duch'), de voormalige Rode Khmer-directeur van de beruchte S-21-gevangenis in Phnom Penh tot 35 jaar cel voor misdaden tegen de menselijkheid.
- Om Iran tot onderhandelingen over zijn kernprogramma te dwingen, verscherpt de Europese Unie de sancties die het tegen het land heeft ingesteld, onder andere door Europese investeringen in de Iraanse olie- en gassector te verbieden.

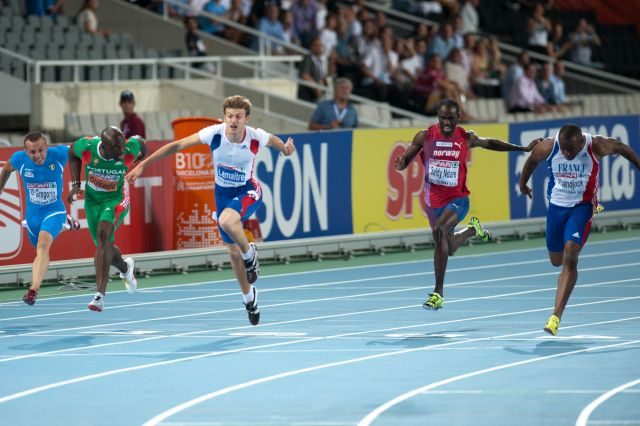
Christophe Lemaitre (midden) wint de 100 meter op het EK atletiek

### 27 juli
- IJsland en de Europese Unie beginnen onderhandelingen over mogelijke toetreding van de eilandstaat tot de EU.
- BP maakt het vertrek van topman Tony Hayward, die onder vuur kwam te liggen na zijn optreden in de olieramp in de Golf van Mexico 2010, in oktober 2010 bekend.
- In Roemenië vallen zeven doden bij een crash van een helikopter van het Israëlische leger.
- De Afrikaanse Unie (AU) besluit op de top in de Oegandese hoofdstad Kampala om de vredesmacht in Somalië met tweeduizend militairen te versterken.
- In de Spaanse stad Barcelona gaan de Europese kampioenschappen atletiek van start.

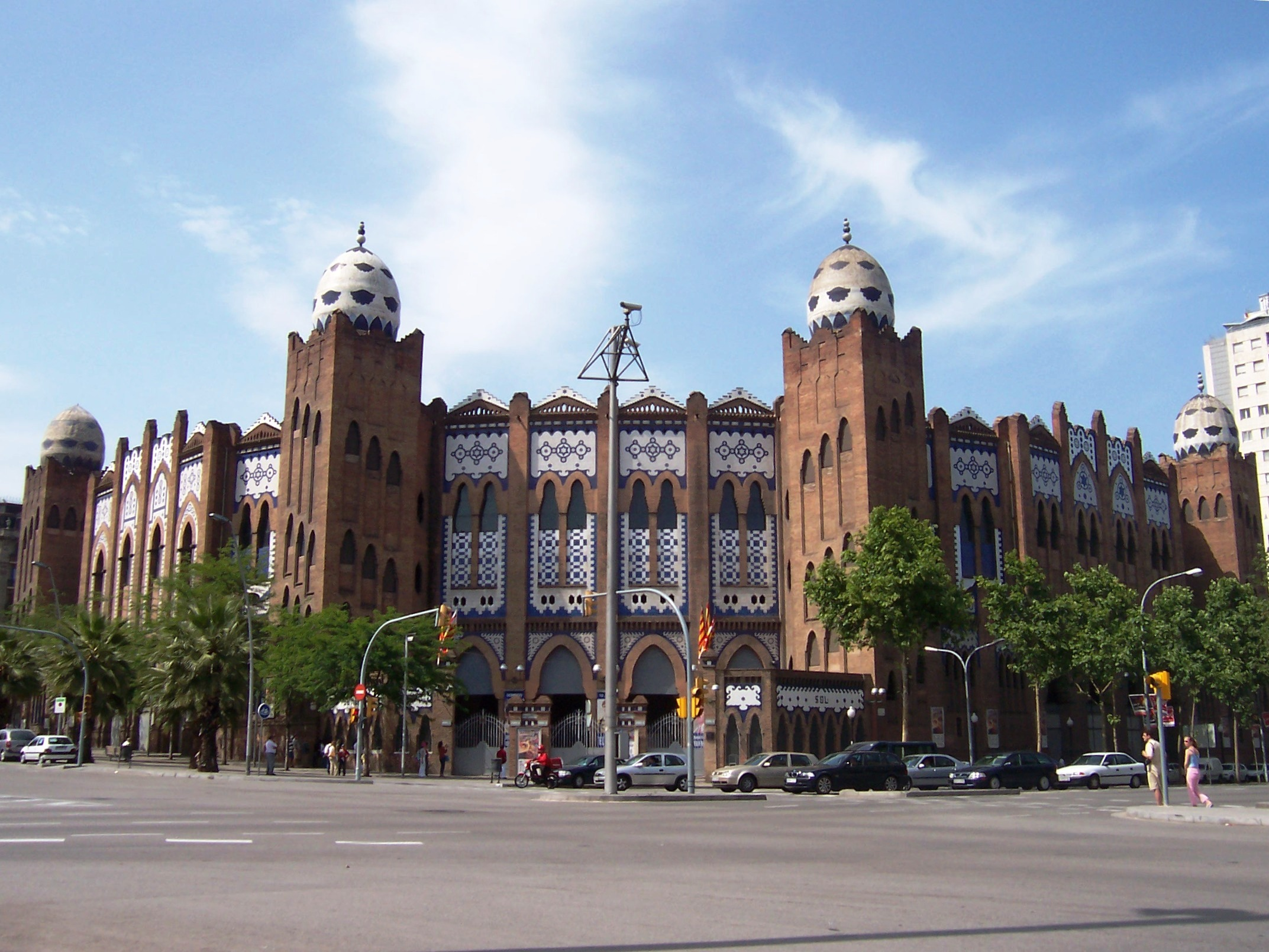
Stierenvechtarena in Barcelona, Catalonië

### 28 juli
- Bij een vliegtuigcrash ten noorden van de Pakistaanse hoofdstad Islamabad komen alle 152 inzittenden van het toestel, een Airbus van de Pakistaanse maatschappij Airblue, om het leven.
- De Algemene Vergadering van de Verenigde Naties neemt het recht op schoon water op in de Universele verklaring van de rechten van de mens.
- Het parlement van de Spaanse regio Catalonië neemt een verbod op stierenvechten aan. Het is de tweede regio van het land die de sport verbiedt, na de Canarische Eilanden, en de eerste op het Spaanse vasteland.
- In het Noord-Franse dorp Villers-au-Tertre worden acht babylijkjes gevonden. De moeder, door wier zwaarlijvigheid de zwangerschappen niet zouden zijn opgemerkt door haar omgeving, legt een volledige bekentenis af.

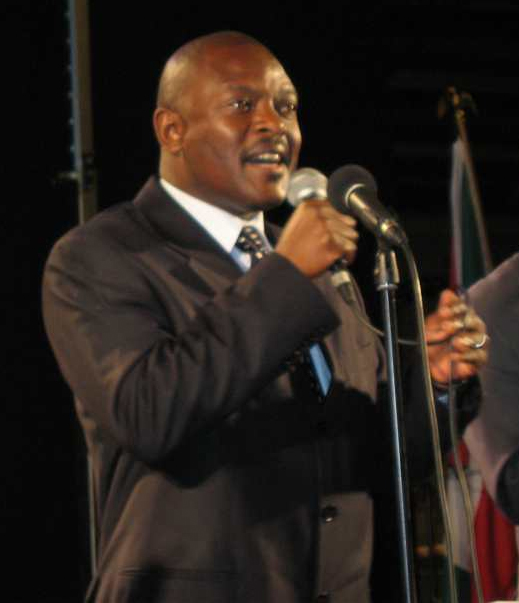
Pierre Nkurunziza

### 29 juli
- Bij verkiezingen voor de Burundese Senaat behaalt de NCDD-FDD van president Pierre Nkurunziza 32 van de 34 zetels. Een week eerder behaalde diezelfde partij al 81 van de 106 zetels in de Nationale Assemblee.
- In de Democratische Republiek Congo kapseist een boot met circa 200 opvarenden op de Kasaïrivier in de provincie Bandundu.
- Malawi neemt een nieuwe vlag aan.

### 30 juli
- De Italiaanse premier Silvio Berlusconi zet zijn bondgenoot Gianfranco Fini uit zijn partij Il Popolo della Libertà.
- Aanhoudende bosbranden in Rusland, dat geteisterd wordt door een hittegolf, kosten aan meer dan 35 mensen het leven.
- Vanwege een groeiend aantal ziektegevallen vraagt het RIVM studenten die niet afdoende zijn ingeënt tegen de bof om zich alsnog in te enten.
- Onder de boulevard in Scheveningen wordt per toeval een achttiende-eeuws kanon ontdekt.

### 31 juli
- Door dagenlang noodweer vallen in het noordwesten van Pakistan achthonderd doden; in totaal zouden ongeveer één miljoen mensen door overstromingen, die het gevolg zijn van de hevige regen, getroffen zijn.
- In Immenstadt im Allgäu behaalt de Franse triatleet Sylvain Sudrie de wereldtitel lange afstand. Bij de vrouwen gaat de zege naar de Zwitserse Caroline Steffen.

## Overleden
← · januari · februari · maart · april · mei · juni · juli · augustus · september · oktober · november · december ·  →